# Žoga
Žóge so predmeti, običajno uporabljeni v različnih igrah. So običajno okrogle ali ovalne oblike. Uporabljajo jih v mnogih igrah. Igre z žogo se pričnejo, ko igralec žogo zadene z nekim predmetom, jo udari ali pa jo vrže. Uporabimo jo lahko tudi pri preprostejših aktivnostih, kot so lovljenje, frnikolanje in žongliranje. 
Veliko vrst žog je danes narejenih iz gume, plastike. To metodo so spoznali šele po Columbovem odkritju Amerike. Španci so bili prvi Evropejci, ki so videli odbijajočo gumijasto žogo, ki so jo uporabljali za srednjeameriško igro z žogo. Uporabljali so jo v raznih športih tudi drugod po svetu; te so bile izdelane tudi iz drugih materialov, kot sta živalska koža ali mehur, nagačen z različnimi materiali.

## Igre z žogo
- Košarka
- Nogomet
- Ameriški nogomet
- Ragbi
- Bejzbol
- Kriket
- Golf
- Tenis
- Namizni tenis
- Odbojka
- in mnogi drugi športi

## Slike
- Nogometna žoga (Video) Arhivirano 2007-10-22 na Wayback Machine.
- Bejzbolska žogica
- Košarkarska žoga
- Kriketna žoga
- Lacrosse žoga
- Žoga za igranje nogometa po avstralskih pravilih
- Teniška žogica
- Žoga za ameriški nogomet
- Golf žoga
- Softballska žoga